# Knud Lindholm Pedersen
Knud Lindholm Pedersen, född 1917 i Sakskøbing, Danmark, död okänt år, var en dansk-svensk målare.
Pedersen studerade vid Det Kongelige Danske Kunstakademi i Köpenhamn samt under studieresor i Europa. Han blev svensk medborgare 1934. Hans konst består av sydländska landskap och dekorativa fresker. 